# Anthocleista procera
Anthocleista procera är en gentianaväxtart som beskrevs av F.M.R. Leprieur och Louis Édouard Bureau. Anthocleista procera ingår i släktet Anthocleista och familjen gentianaväxter. Inga underarter finns listade i Catalogue of Life.